# Xylotrechus capricornus
Xylotrechus capricornus är en skalbaggsart som först beskrevs av Friedrich-August von Gebler 1830.  Xylotrechus capricornus ingår i släktet Xylotrechus och familjen långhorningar.
Artens utbredningsområde är:
- Kazakstan.
- Ukraina.

Inga underarter finns listade i Catalogue of Life.